# Callilithophytum
Callilithophytum, monotipski rod crvenih algi iz porodice Hapalidiaceae. Jedina vrsta je morska alga C. parcum, uz pacifičku obalu Sjeverne Amerike; epifit je na vrsti Calliarthron tuberculosum.

## Sinonimi
- Lithothamnion parcum Setchell & Foslie 1907, bazionim
- Polyporolithon parcum (Setchell & Foslie) L.R.Mason 1953
- Clathromorphum parcum (Setchell & Foslie) W.H.Adey 1970